# الكسندر جونستون (محامي)
الكسندر جونستون (بالإنجليزية: Alexander Johnston)‏ هو مؤرخ ومحامي أمريكي، ولد في 29 أبريل 1849، وتوفي في 21 يوليو 1889.